# Крестовка (лисица)

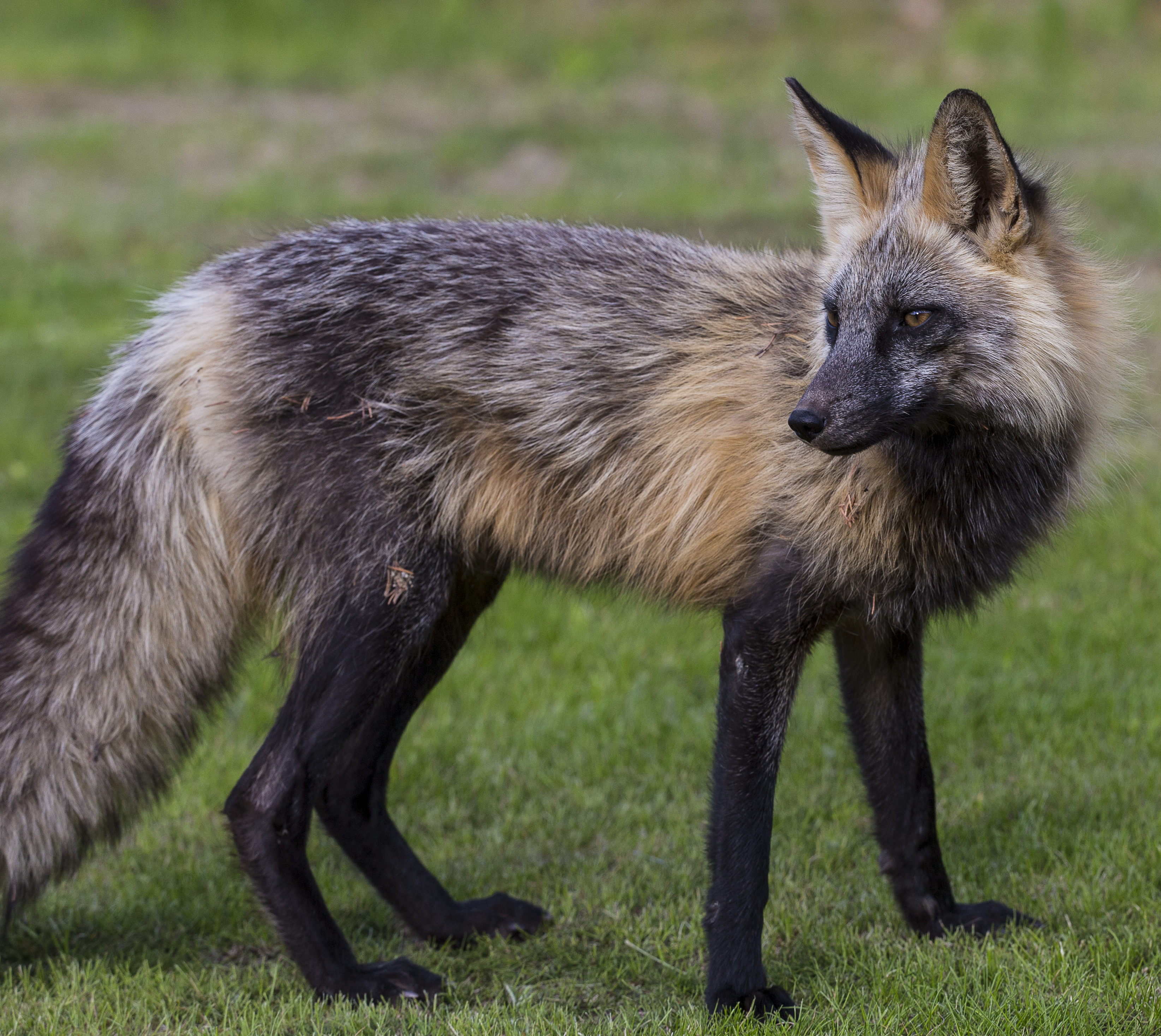

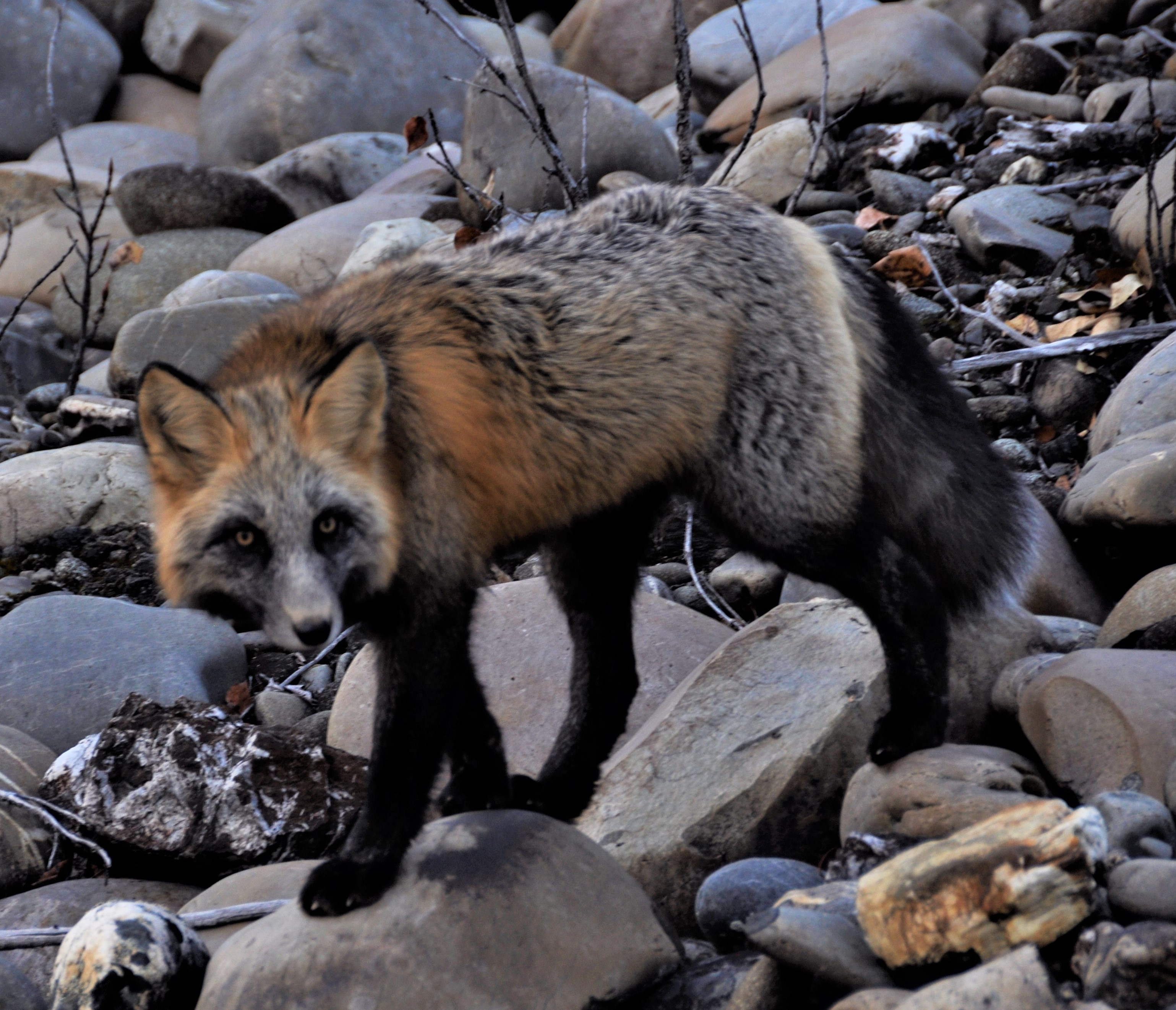

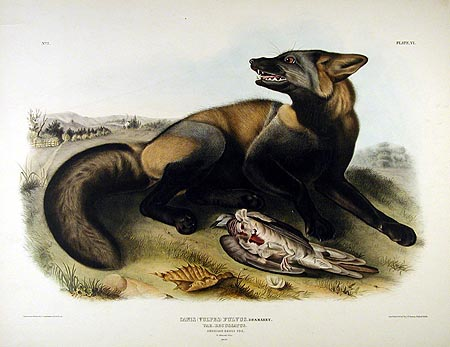
Американская «Крестовка», иллюстрированная Джоном Джеймсом Одюбоном. Художник ошибся, забыв про белый хвост лисицы.

Крестовка (англ. Cross fox) — вариант окраса рыжей лисицы (лат. Vulpes vulpes). Лисица имеет длинную тёмную полосу, идущую вниз по спине и пересекающую другую полосу, образуя крест в районе плеч. Она более распространена в северных районах Канады и встречается реже, чем обычная рыжая лисица, но чаще, чем чёрнобурая лисица. Этот окрас обусловлен мутацией пигментации, называемой абундизмом или псевдомеланизмом.

## Таксономия
В своё время крестовка считалась отдельным видом, поэтому получила название Canis decassatus (род лисиц Vulpes тогда обычно включался в род собак Canis). Но пушные фермеры и охотники продолжали рассматривать каждую форму окраски рыжей лисицы как отдельный вид ещё очень долго после того, как ученые пришли к выводу, что все они являются вариациями одного и того же вида (рыжая лисица).

## Распространение
Лисицы распространены в северных районах Северной Америки и Канады, и составляют до 30 % канадской популяции рыжей лисицы. Крестовки когда-то были в изобилии в районах Айдахо и Юта, но были почти полностью истреблены.
Лисы иногда встречаются в Скандинавии. Исследование, основанное на почти 3000 шкурах лис в Финляндии, показало, что 99 % были красноватой формы (лисица обыкновенная), а крестовки составляли только 0,3 % (что доказывает их малую популяцию в данной местности).

## Описание
По внешнему виду «крестовки» идентичны рыжим лисицам, хотя, согласно книге «Млекопитающие Юты» (1922), они могут быть немного крупнее обыкновенных лис, иметь более пышный хвост и большее количество шерсти под ногами. Эти лисицы получили своё название из-за вертикальной тёмной полосы, идущей вниз по спине и пересекающейся с другой горизонтальной полосой на уровне плеч. Спина желтовато-рыжая, шерсть более яркая на боках и на шее.
За исключением морды, верхняя часть головы, задние и наружные стороны плеч и бёдер имеют тёмно-коричневый подшёрсток и чёрную «основную» шерсть (ость). Бока туловища и бока шеи имеют красновато-жёлтый оттенок, а морда, уши и нижняя часть ног — чёрный. На хвосте — длинные волосы сероватого или желтовато-красного цвета с чёрными кончиками, хотя кончик хвоста всегда белый.

## Использование меха
Хотя на «крестовок» исторически охотились и разводили их ради меха, они не считались столь же ценными, как чёрнобурые лисицы, но были более дорогими, чем рыжие лисы. Также они считались достаточно ценными, чтобы их можно было использовать в качестве украшений для лидеров некоторых религиозных общин. В конце XIX века Компания Гудзонова залива ежегодно экспортировала 4500 шкур «крестовок», в то время как лондонские меховые компании продавали на аукционах около 3500 таких шкур ежегодно.
Стоимость шкуры «крестовки» в значительной степени зависела от цвета, причём светлые шкуры были дешевле, чем тёмные.